# Passiflora variolata
Passiflora variolata är en passionsblomsväxtart som beskrevs av Eduard Friedrich Poeppig och Endl.. Passiflora variolata ingår i släktet passionsblommor, och familjen passionsblomsväxter. Inga underarter finns listade i Catalogue of Life.